# Dolní Krupá (Vysočina)
Dolní Krupá é uma comuna checa localizada na região de Vysočina, distrito de Havlíčkův Brod.